# Christina Schmuck
Christina Schmuck (n. 26 ianuarie 1944, Salzberg⁠(d), Bavaria, Germania) este o sportivă ce a reprezentat Germania, medaliată olimpică. A participat la o ediție a Jocurilor Olimpice (1968) în care a câștigat o medalie de argint.

## Participări
Lista de mai jos prezintă principalele competiții la care a participat Christina Schmuck de-a lungul carierei.
- Sanie la Jocurile Olimpice de iarnă din 1968 - Simplu (feminin)[*]